# Kasaï Oriental (fostă provincie)
Provincia Kasaï Oriental a fost o unitate administrativă de gradul I, o provincie, a Republicii Democrate Congo. Reședința sa este orașul Mbuji-Mayi.